# Kaiafas-See

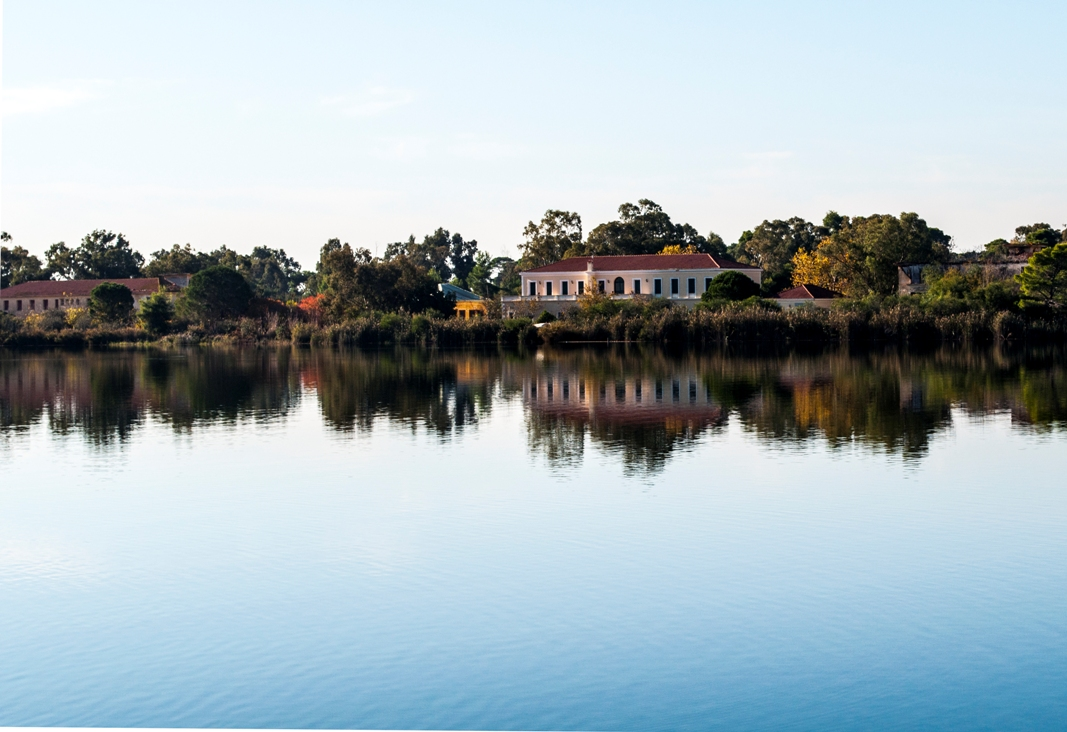
Blick auf den Kaiafas-See.

Der Kaiafas-See (griechisch Λίμνη Καϊάφα) ist ein See auf der Peloponnes im Regionalbezirk Elis beim gleichnamigen Badeort Kaiafas Ilias (Καϊάφας Ηλείας). Der See liegt direkt am Meer, verfügt über Thermalquellen und am See finden sportliche Aktivitäten wie Wasserski statt. Administrativ gehört der See zur nahegelegenen Gemeinde Zacharo.

## Name
Eine lokale Legende bringt den Namen des Sees mit dem Hohepriester Kajaphas zur Zeit Jesu zusammen:
Es heißt, als der Priester Kajaphas an den See kam, habe das Wasser den bitteren Geschmack angenommen.

## Geographie
Es umfasst eine Fläche von 1500 ha, eine Länge von 3 km und eine Tiefe von 2 m. Im See befindet sich die Insel Agia Aikaterini (Αγία Αικατερίνη) und an seinen Ufern der Kurort Kaiphas.
Das Feuchtgebiet ist das zweitwichtigste im weiteren Gebiet der Präfektur Ilia nach dem Nationalen Feuchtgebiet Kotychi Strofylias (εθνικό πάρκο υγροτόπων λιμνοθάλασσας Κοτυχίου και δάσους Στροφυλιάς), etwa 50 km weiter nördlich. Vom Meer ist er durch einen Kiefernwaldabschnitt, der ebenfalls den Namen „Strofilia“ (Στροφυλιά) trägt, sowie durch besondere Sanddünenformationen getrennt. Das Ökosystem hat durch Müll, illegale Wilderei, illegalen Holzeinschlag und sportliche Aktivitäten im See große Schäden erlitten.
Es wird angenommen, dass der See um 600 n.C. nach einem großen Erdbeben entstanden ist.

## Naturschutz
Der Kaiphas-See ist ein Schutzgebiet des Natura-2000-Netzwerks unter der Nummer GR2330005. Zur Flora des Sees gehören Schilfrohr, die gefährdete Art Krebsschere (Cladio o mariscos, Κλάδιο ο μαρίσκος/κοψιάς) und Scirpetum maritimi. Es ist ein Brutplatz für Unechte Karettschildkröten. Zur Fauna gehören Ringelnattern, Griechische Landschildkröte, Westkaspische Schildkröte, Europäische Sumpfschildkröte, Meheley-Hufeisennase.

## Galerie

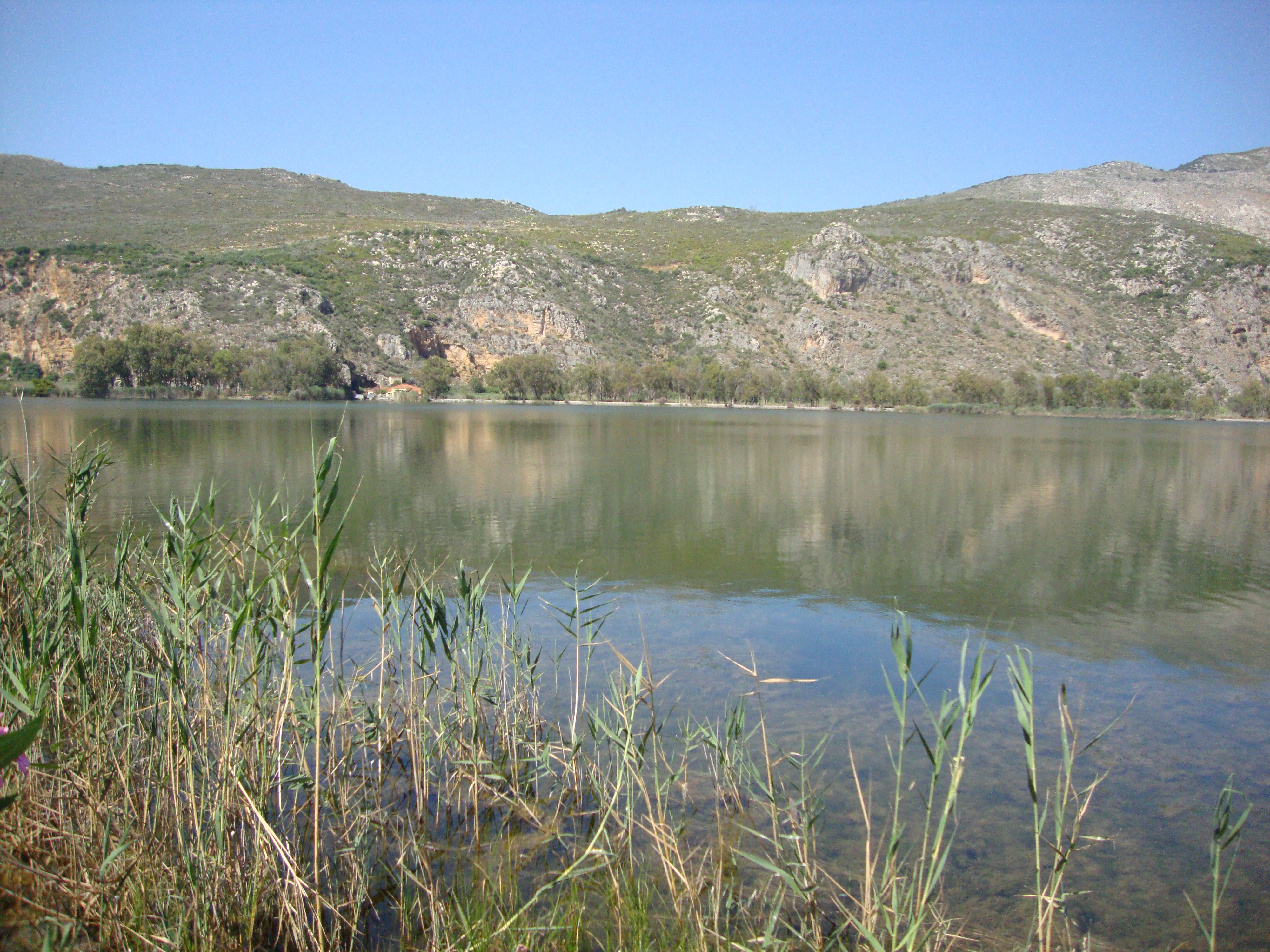
Blick auf den Kaiafas-See
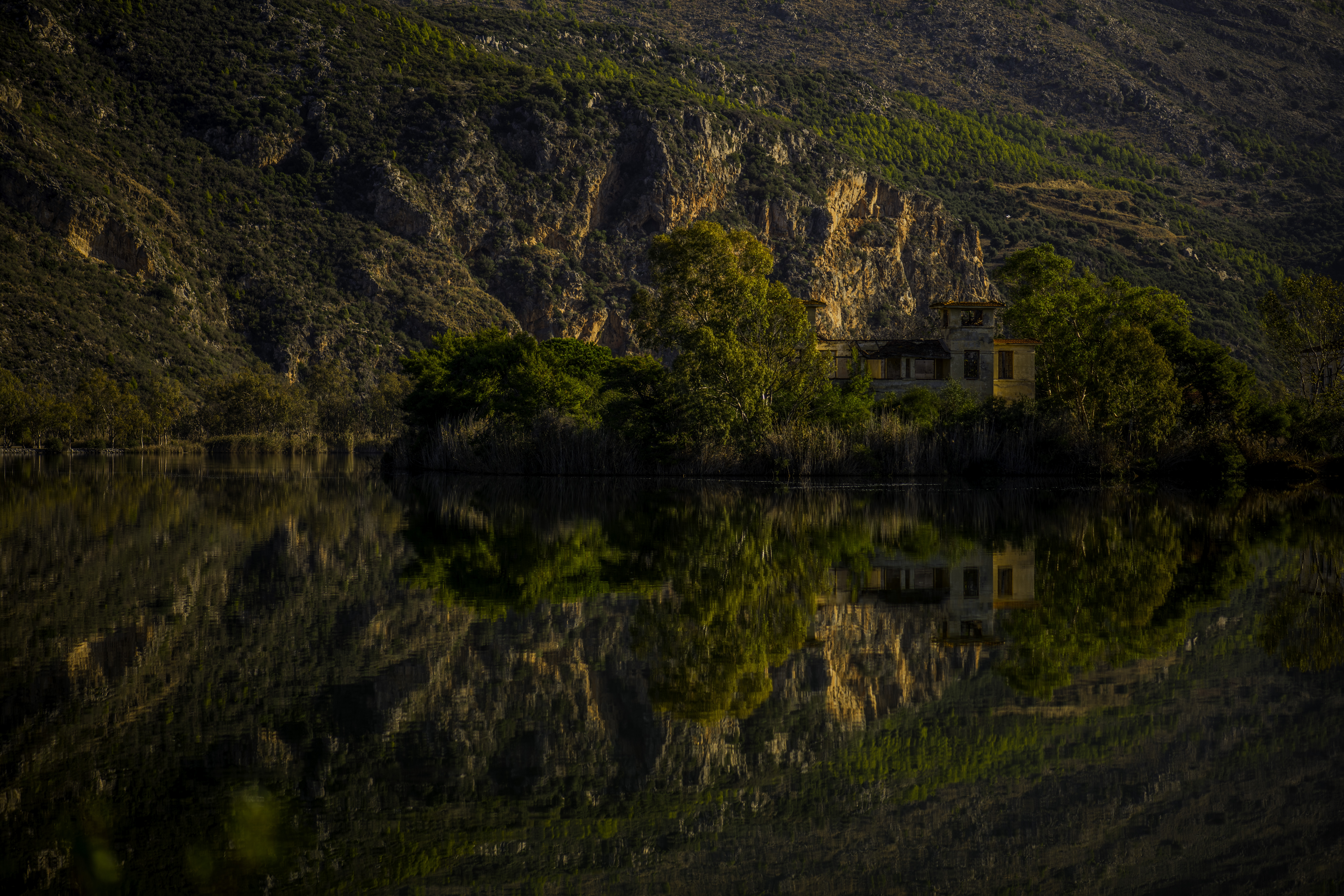